# Flury Stiftung
Die Flury Stiftung ist eine Stiftung im Prättigau im Kanton Graubünden. Sie betreibt das Spital Schiers, je eine Kinderkrippe in Schiers und Grüsch und die Altersheime in Klosters, Schiers und Jenaz, zudem die Spitex Prättigau und die Elternberatung sowie das Medizinische Zentrum Klosters.

## Geschichte
Gegründet wurde das Spital in den Jahren 1880/1881 durch den Pfarrer Peter Flury († 1881), der sich lange Zeit vergeblich um ein öffentliches Spital bemüht hatte und dann das Hospiz in hohem Alter in Eigeninitiative errichten liess. Das Spital wurde am 10. Juli 1881 in Betrieb genommen und durch Flurys Söhne, dem Pfarrer Paul Flury und dem Arzt Andreas Flury, weitergeführt. Getragen wurde der Spitalbetrieb von dem im gleichen Jahr gegründeten «Prättigauer Krankenverein», der Anfang der 1930er Jahre in «Prättigauer Spitalverein» umbenannt wurde. 1954 wurde der Spitalbetrieb in die neu gegründete Flury Stiftung eingebracht. Mit dem Neubau des Spitals im Jahr 2015 konnte die Gesundheitsversorgung des Prättigaus auch weiterhin gewährleistet werden. Die Flury Stiftung ist einer der grössten Arbeitgeber in der Talschaft. Zu ihren Trägern gehören alle Prättigauer Gemeinden von Seewis bis Klosters.

## Galerie

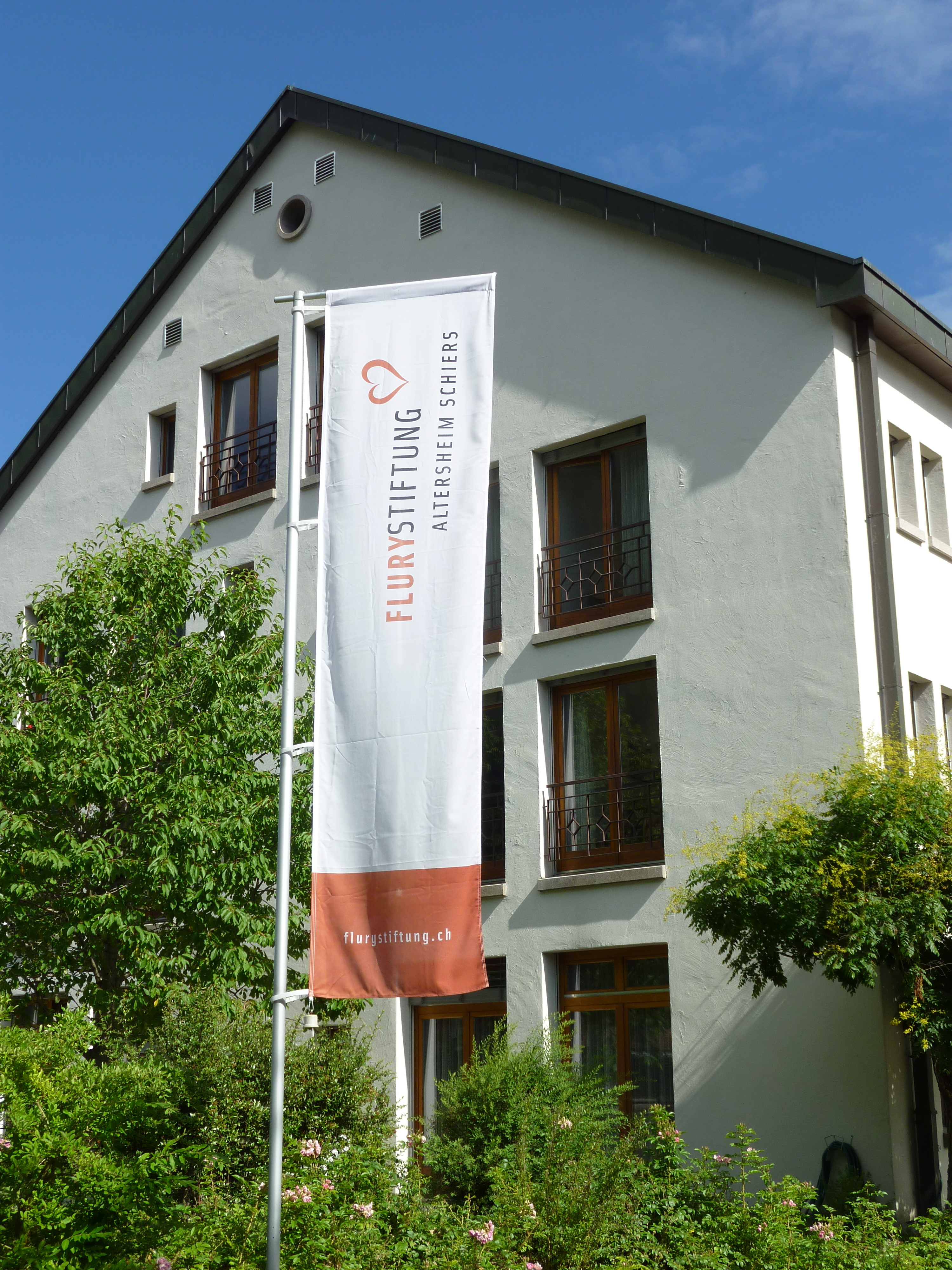
Vor dem Altersheim in Schiers
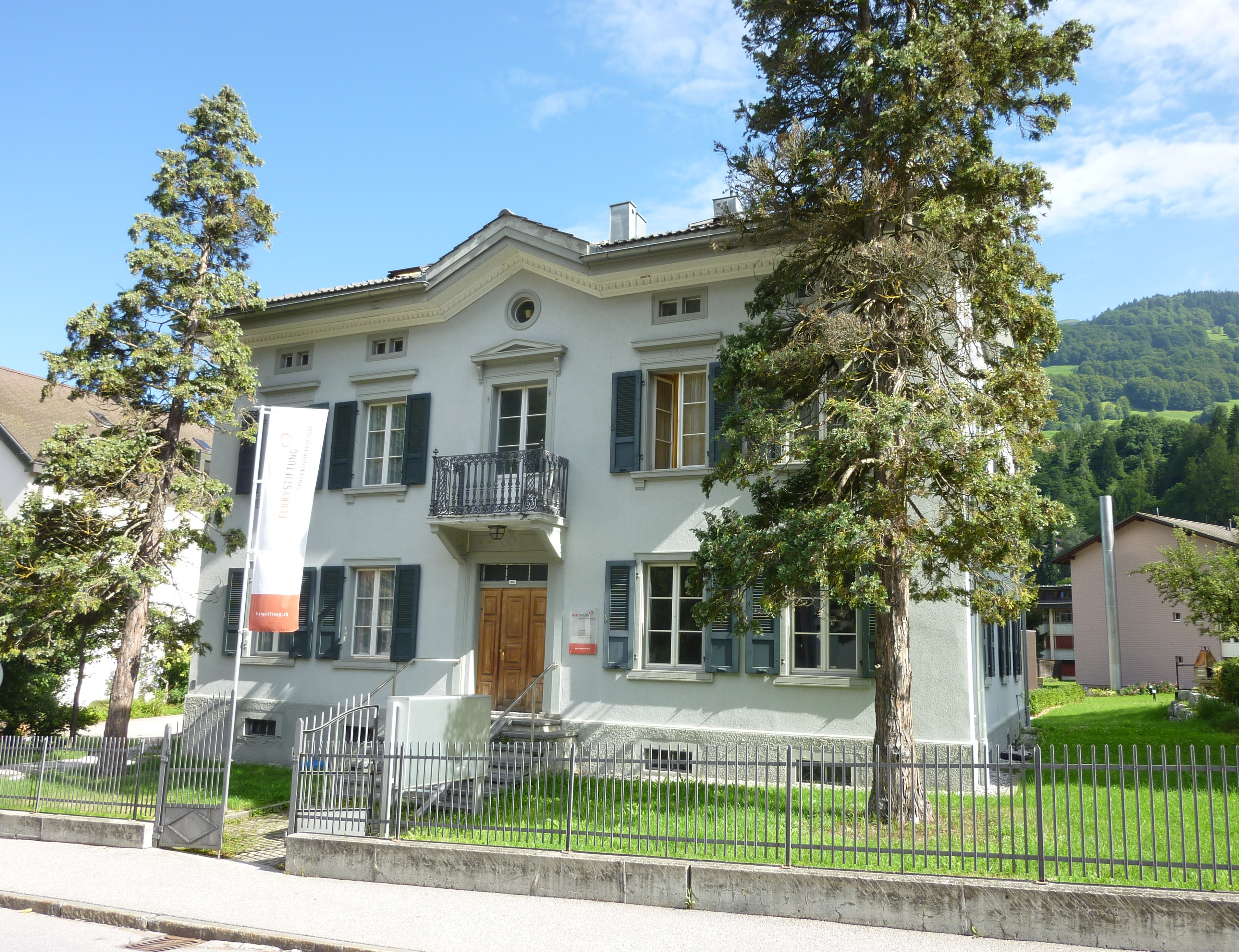
Personalgebäude in Schiers
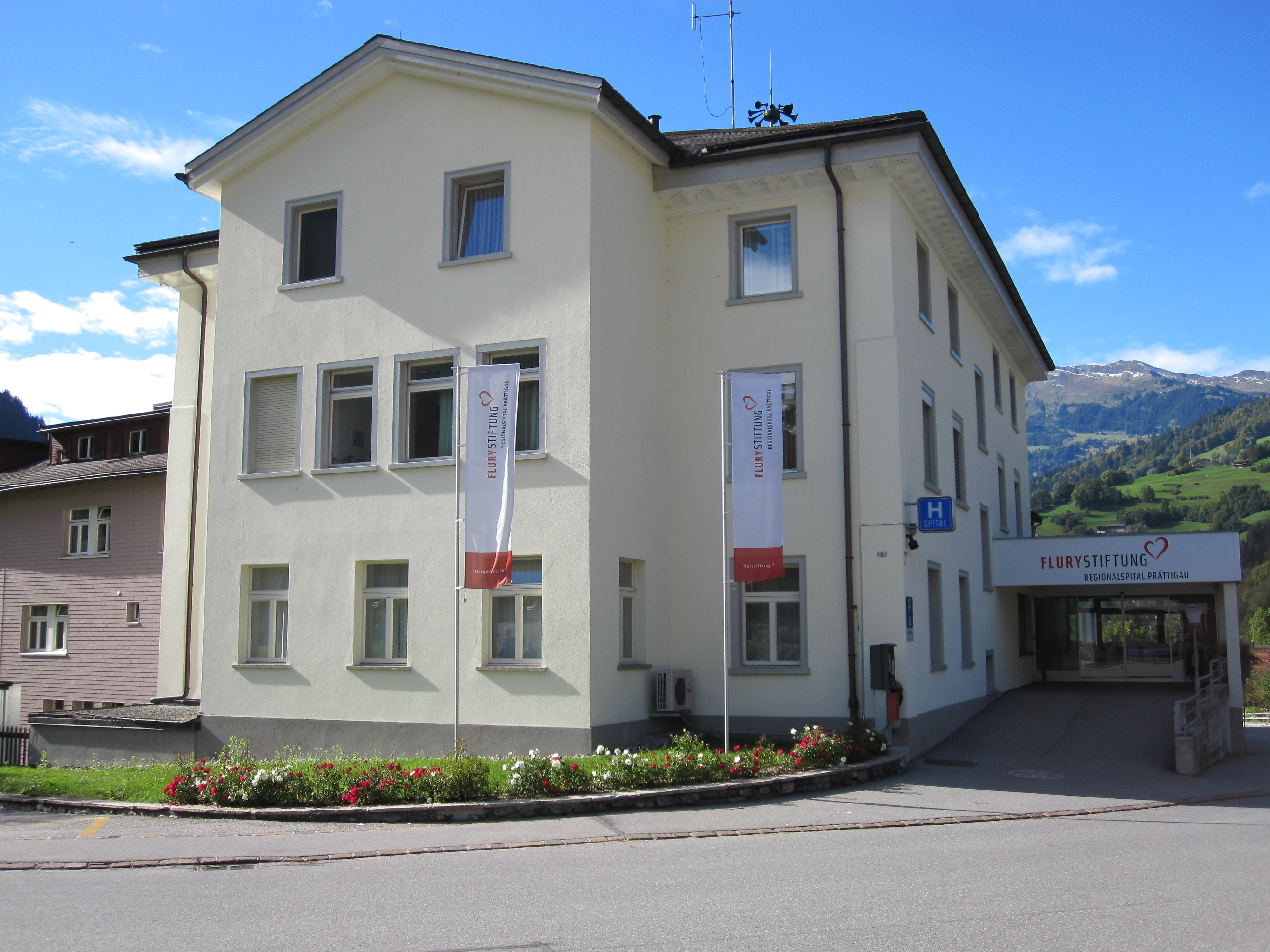
Ehemaliges Regionalspital Prättigau in Schiers